# Evropský komisař pro životní prostředí, oceány a rybolov
Komisař pro životní prostředí, oceány a rybolov je člen Evropské komise. Současným komisařem je Virginijus Sinkevičius, který původně působil pouze jako komisař EU pro životní prostředí.

## Životní prostředí

Příklad energetického štítku Evropské unie

Evropská unie učinila řadu environmentálních kroků, částečně v souvislosti se změnou klimatu. Nejvýznamnějším je podepsání Kjótského protokolu v roce 1998, v roce 2005 zřídila systém obchodování s emisemi a v současné době souhlasí s jednostranným snížením emisí do roku 2030 nejméně o 55 % ve srovnání s údaji z 90. let 20. století.
Mezi další politiky patří Natura 2000, rozsáhlá a úspěšná síť lokalit na ochranu přírody, směrnice o registraci, hodnocení a autorizaci chemikálií (REACH) vyžadující testování bezpečnosti široce používaných chemikálií a rámcová směrnice o vodách zajišťující, aby kvalita vody dosahovala vyšších standardů.

## Rybolov
Portfolio zahrnuje i společnou rybolovnou politiku, která je do značné míry v kompetenci Evropské unie, nikoli jejích členů. Unie má 66 000 km pobřeží a největší výlučnou ekonomickou zónu na světě o rozloze 25 milionů km2. Účastní se také zasedání Rady pro zemědělství a rybolov (Agrifish) při složení Rady Evropské unie.

## Bývalí komisaři

### Karmenu Vella
V letech 2014–2019 byl komisařem Karmenu Vella z Malty. Ve svém slyšení před Výborem pro životní prostředí, veřejné zdraví a bezpečnost potravin a Výborem pro rybolov a ve svém úvodním prohlášení k Evropskému parlamentu Vella uvedl jako své priority Zelený růst, ochranu přírodního kapitálu, a ochranu občanů Unie před tlaky a zdravotními riziky souvisejícími s životním prostředím.

### Stavros Dimas
Během svého slyšení v Evropském parlamentu Stavros Dimas oznámil čtyři hlavní priority svého funkčního období: globální oteplování, biodiverzitu, veřejné zdraví a udržitelnost; zdůraznil význam Kjótského protokolu, projektu Natura 2000, směrnice REACH a potřeby lépe prosazovat stávající právní předpisy EU v oblasti životního prostředí. 
Na jednáních OSN o klimatických změnách v Buenos Aires v prosinci 2004 se pokusil vyjednat povinné snížení emisí, které by následovalo po vypršení platnosti Kjótského protokolu v roce 2012. To se setkalo s odporem USA, jehož zástupci o tom odmítli diskutovat.
Dimas dohlížel na zavedení systému EU pro obchodování s emisemi, který vstoupil v platnost 1. ledna 2005, přestože plány na snížení emisí v Polsku, Itálii, České republice a Řecku nebyly schváleny včas. Usiloval také o to, aby se do režimu obchodování s emisemi zahrnuly také letecké společnosti.

### Carlo Ripa di Meana
Carlo Ripa di Meana byl jmenován komisařem pro životní prostředí v roce 1990, což kolidovalo se zvýšeným zájmem veřejnosti o životní prostředí. Jeho jmenování se uskutečnilo ve stejnou dobu jako jmenování nového generálního ředitelství Brinkhorsta. Podle Schön-Quinlivana tehdejší předseda komise Jacques Delors nedocenil jeho politický styl a jejich vztahy byl napjaté. Ripa di Meana byl nakonec nahrazen Karlem Van Miertem. 

### Joe Borg
Komisař Borg byl Evropským parlamentem schválen v roce 2004 a působil až do roku 2010. Jeho dvě hlavní priority byly „uvedení Evropské unie na cestu k evropské námořní politice“ a „zajištění ekologické, hospodářské a sociální udržitelnosti evropského odvětví rybolovu a akvakultury“. Dne 10. října 2007 Evropská komise představila svou vizi integrované námořní politiky s podrobným akčním plánem. Komise se v květnu 2007 ocitla pod palbou za to, že nepotrestala francouzské rybáře za nadměrný lov ohroženého tuňáka obecného, i když podpořila sankce irských rybářů za nadměrný lov makrel.

## Seznam komisařů

### Životní prostředí
| # | Jméno | Jméno                | Země      | Období    | Komise              |
| - | ----- | -------------------- | --------- | --------- | ------------------- |
| 1 |       | Carlo Ripa di Meana  | Itálie    | 1990–1992 | Delorsova komise    |
| 2 |       | Karel Van Miert      | Belgie    | 1992–1993 | Delorsova komise    |
| 3 |       | Ioannis Paleokrassas | Řecko     | 1993–1995 | Delorsova komise    |
| 4 |       | Ritt Bjerregaardová  | Dánsko    | 1995–1999 | Santerova komise    |
| 5 |       | Margot Wallströmová  | Švédsko   | 1999–2004 | Prodiho komise      |
| 6 |       | Stavros Dimas        | Řecko     | 2004–2010 | Barrosova komise I  |
| 7 |       | Janez Potočnik       | Slovinsko | 2010–2014 | Barrosova komise II |

### Zemědělství, rozvoj venkova a rybolov
| # | Jméno | Jméno           | Země     | Období    | Komise         |
| - | ----- | --------------- | -------- | --------- | -------------- |
| 1 |       | Franz Fischler  | Rakousko | 1999–2004 | Prodiho komise |
| 2 |       | Sandra Kalniete | Lotyšsko | 2004      | Prodiho komise |

### Námořní záležitosti a rybolov
(nebo Rybolov a námořní záležitosti)
| # | Jméno | Jméno             | Země  | Období    | Komise              |
| - | ----- | ----------------- | ----- | --------- | ------------------- |
| 3 |       | Joe Borg          | Malta | 2004–2010 | Barrosova komise I  |
| 4 |       | Maria Damanakiová | Řecko | 2010–2014 | Barrosova komise II |

### Životní prostředí, námořní záležitosti a rybolov
| # | Jméno | Jméno                  | Země  | Období    | Komise                        |
| - | ----- | ---------------------- | ----- | --------- | ----------------------------- |
| 5 |       | Karmenu Vella          | Malta | 2014–2019 | Junckerova komise             |
| 6 |       | Virginijus Sinkevičius | Litva | 2019–2024 | První komise von der Leyenové |
| 7 |       | Costas Kadis           | Kypr  | od 2024   | Druhá komise von der Leyenové |